# Lord-lieutenant de la Cité de Londres
La Cité de Londres est unique en ce que le poste de lord-lieutenant est tenu en commission. Le lord-maire de Londres est le chef de la Commission de la Lieutenance.